# Mellerud
Mellerud er en by i landskapet Dalsland samt hovedby i Melleruds kommune, Västra Götalands län i Sverige. Fra 1908 til 1970 var byen en köping under navnet Melleruds köping.
Mellerud ligger 45 kilometer nord for Vänersborg og har en befolkning på lidt under 4.000. Mellerud ligger på jernbanelinjen Göteborg–Karlstad, ved E45 og länsväg 166. Mellerud er i de senere årtier blevet en ferieby med turister fra især Tyskland, Sverige, Norge og Holland.